# Mario de Lorenzo
Mario de Lorenzo (San Paolo, 23 giugno 1912 – ...) è stato un nuotatore e pallanuotista brasiliano.
È stato membro del Brasile di pallanuoto che ha partecipato ai Giochi di Los Angeles 1932, classificandosi al quinto posto. Nello stesso torneo olimpico era stato selezionato per partecipare ai 400m sl, ma alla fine non gareggiò.